# Athyrma flabellum
Athyrma flabellum är en fjärilsart som beskrevs av Druce. Athyrma flabellum ingår i släktet Athyrma och familjen nattflyn. Inga underarter finns listade i Catalogue of Life.